# Iglesia de San Miguel Arcángel (Idiazábal)
La iglesia de San Miguel Arcángel es un inmueble de la localidad española de Idiazábal, en la provincia de Guipúzcoa.

## Descripción
El edificio se encuentra en la localidad española de Idiazábal, perteneciente a la provincia de Guipúzcoa, en la comunidad autónoma del País Vasco. Se menciona como iglesia parroquial del lugar en el Diccionario histórico-geográfico-descriptivo de los pueblos, valles, partidos, alcaldías y uniones de Guipúzcoa (1862) de Pablo de Gorosábel, donde aparece descrita con las siguientes palabras:

La iglesia parroquial es de la advocacion de San Miguel, de patronato del marqués de Valmediano, como poseedor de la casa solar de Lazcano. Hállase servida por un vicario, dos beneficiados y un coadjutor; cuya provision debe hacerse en hijos naturales de la misma villa por el dicho patrono, siendo la coadjutoría á propuesta del vicario. Las ermitas de su jurisdiccion son las tituladas Nuestra Señora de Gurureta, San Ignacio y San Esteban; pero anteriormente hubo las de la advocacion del Santo Calvario, Santa Polonia, Visitacion de Santa Isabel y San Andrés. Es tradicion en el pueblo que la primera de las citadas ermitas existentes fué la primitiva iglesia parroquial que hubo en el mismo.
(Gorosábel, 1862, p. 231)